# Mięśnie podgnykowe

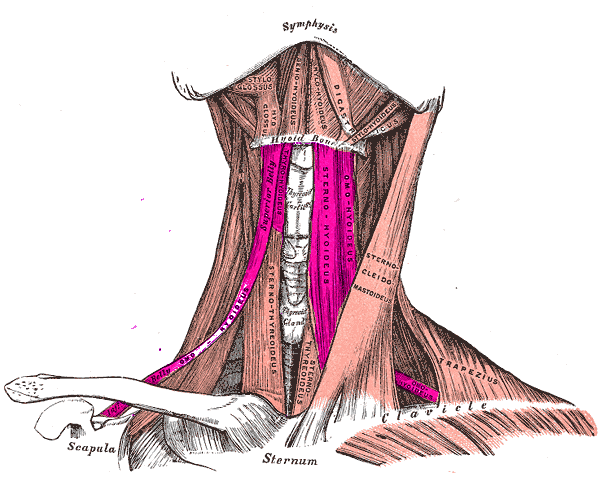
Mięśnie podgnykowe (wyróżnione)

Mięśnie podgnykowe (łac. musculi infrahyoidei) – w anatomii człowieka cztery parzyste mięśnie zaliczane do grupy środkowej mięśni szyi. Znajdują się na szyi poniżej kości gnykowej. Ich przyczepy znajdują się m.in. na mostku i łopatce. Mięśnie te w większości zmierzają do kości gnykowej, którą ustalają i obniżają. Oprócz tego przyczepiają się też do chrząstek krtani.
Zaliczają się do nich:
- warstwa powierzchowna:
  - mięsień mostkowo-gnykowy (łac. musculus sternohyoideus),
  - mięsień łopatkowo-gnykowy (łac. musculus omohyoideus),
- warstwa głęboka:
  - mięsień mostkowo-tarczowy (łac. musculus sternothyroideus),
  - mięsień tarczowo-gnykowy (łac. musculus thyrohyoideus)[2].

Wszystkie z wymienionych mięśni są ukrwione przez tętnice tarczowe górne i dolne.
Mięsień tarczowo-gnykowy jest unerwiony przez włókna nerwów C1–C2 splotu szyjnego, przebiegające drogą nerwu podjęzykowego, a pozostałe przez włókna nerwów C1–C3 dochodzące drogą pętli szyjnej.